# Heligmonevra astricta
Heligmonevra astricta là một loài ruồi trong họ Asilidae. Heligmonevra astricta được Martin miêu tả năm 1964. Loài này phân bố ở vùng nhiệt đới châu Phi.